# Discografie van Ronny (zanger)
Deze discografie is een overzicht van het muzikale werk van de Duitse zanger, songwriter en muziekproducent Ronny. Volgens de bronnen en platenprijzen heeft hij tot nu toe meer dan 4,1 miljoen platen verkocht, voornamelijk in zijn thuisland. Zijn meest succesvolle publicaties zijn de twee nummer 1-hits Oh My Darling Caroline en Kleine Annabell. Hij schreef ook drie nummer 1-hits voor het voormalige Nederlandse kindsterretje Heintje: Du sollst nicht weinen, Heidschi Bumbeidschi en Ich sing' ein Lied für dich. Al met al haalden vijf liedjes (muziek/tekst) van Ronny (onder zijn echte naam Wolfgang Roloff of zijn pseudoniem Wolf Hausmann) de top van de hitlijsten in Duitsland, waarmee hij een van de succesvolste auteurs in de hitlijstgeschiedenis werd. De singles bleven in totaal 33 weken bovenaan de hitlijsten staan.

## Bandprojecten en pseudoniemen
| Bandprojekten - The Blizzards – met Werner Last - Bob und Eddy – met Eddy Börner - Die Colorados – met Rolf Simon - Geck & Gag – met Karl-Heinz Becker - Die Palinos – met Rolf Simon - Rocky und die Montana Boys – met Rolf Simon und Jürgen Wagner - Sunland – met Klaus Jacob und Ralf Jenzen - The Telstars – met Werner Last - Truman Baker and His Orchestra – met Karl-Heinz Becker - Truman Bley’s African-Rhythm-Machine – met Peter Bancroft - Das Valerie Trio – met Eddy Börner en Valerie Hück | Meer pseudoniemen - Otto Bänkel - Roger Ford and His Orchestra - Maxim Boris and His Orchestra - Das Orchester Melodia Burgerlijke naam - Wolfgang Roloff – Bürgerlicher Name von Ronny |

## Albums

### Studioalbums
| Jaar | Titel Muzieklabel catalogusnummer                              | Hitlijstklassering | Hitlijstklassering | Hitlijstklassering | Opmerkingen                         |
| Jaar | Titel Muzieklabel catalogusnummer                              | DE                 | AT                 | CH                 | Opmerkingen                         |
| ---- | -------------------------------------------------------------- | ------------------ | ------------------ | ------------------ | ----------------------------------- |
| 1964 | Oh My Darling Caroline Telefunken SLE 14 317                   | 20 (5 maanden)     | —                  | —                  | Eerste publicatie: 1964             |
| 1965 | Über Länder und Meere Telefunken SLE 14 385                    | 30 (6 maanden)     | —                  | —                  | Eerste publicatie: 1965             |
| 1967 | Hohe Tannen Telefunken SLE 14 512                              | 12 (5 maanden)     | —                  | —                  | Eerste publicatie: 1967             |
| 1969 | Über die weite Prärie Telefunken SLE 14 553                    | —                  | —                  | —                  | Eerste publicatie: 1969             |
| 1970 | Im schönsten Wiesengrunde Telefunken SLE 14 586                | —                  | —                  | —                  | Eerste publicatie: 13 augustus 1970 |
| 1970 | Little Sweetheart Belinda Telefunken SLE 14 622                | —                  | —                  | —                  | Eerste publicatie: 1970             |
| 1973 | Die Sonne geht unter, die Sonne geht auf Telefunken SLE 14 682 | —                  | —                  | —                  | Eerste publicatie: 1973             |
| 1975 | Mit dem Wind muss ich weiterzieh’n BASF 20 22493-7             | —                  | —                  | —                  | Eerste publicatie: 1975             |
| 1981 | Stimme der Heimat K-tel TG 1333                                | 4 (14 weken)       | 6 (1 maand)        | —                  | Eerste publicatie: 1981             |
| 1984 | Stimme des Meeres K-tel TG 1511                                | 12 (8 weken)       | —                  | —                  | Eerste publicatie: 3 september 1984 |

### Compilaties
| Jaar | Titel Muzieklabel catalogusnummer                                             | Hitlijstklassering | Hitlijstklassering | Hitlijstklassering | Opmerkingen                                            |
| Jaar | Titel Muzieklabel catalogusnummer                                             | DE                 | AT                 | CH                 | Opmerkingen                                            |
| ---- | ----------------------------------------------------------------------------- | ------------------ | ------------------ | ------------------ | ------------------------------------------------------ |
| 1967 | Die großen Erfolge Telefunken SLE 14 460                                      | 8 (7 maanden)      | —                  | —                  | Eerste publicatie: 8 juni 1967                         |
| 1969 | Die großen Erfolge 2 Telefunken SLE 14 528                                    | 40 (1 maand)       | —                  | —                  | Eerste publicatie: 10 januari 1969                     |
| 1979 | Stimme der Prärie K-tel TG 1215                                               | 2 (13 weken)       | 2 (10 weken)       | —                  | Eerste publicatie: 3 september 1979 Verkoop: + 250.000 |
| 2012 | Hohe Tannen – Das Beste Telamo 4053800420004                                  | 33 (33 weken)      | 50 (2 weken)       | —                  | Eerste publicatie: 2 november 2012 Verkoop: + 100.000  |
| 2013 | Hohe Tannen – Raritäten Telamo 405380430219                                   | 97 (1 week)        | —                  | —                  | Eerste publicatie: 23 augustus 2013                    |
| 2014 | Gold Telamo 405380430081                                                      | 13 (39 weken)      | 60 (1 week)        | —                  | Eerste publicatie: 18 juli 2014                        |
| 2016 | Das Beste Telamo 405380430745                                                 | 2 (64 weken)       | 10 (2 weken)       | 57 (1 week)        | Eerste publicatie: 25 maart 2016                       |
| 2018 | Platin Telamo 405380431224                                                    | 22 (58 weken)      | 33 (1 week)        | 30 (1 week)        | Eerste publicatie: 27 juli 2018                        |
| 2019 | Stimmen der Meere Telamo 4053804314022                                        | 64 (2 weken)       | —                  | —                  | Eerste publicatie: 20 september 2019                   |
| 2021 | Das Beste zum 90. Geburtstag – Die große Jubiläumsedition Telamo 405380431609 | 10 (7 weken)       | —                  | —                  | Eerste publicatie: 26 maart 2021                       |
| 2022 | Diamant Telamo 405380431803                                                   | 35 (7 weken)       | —                  | —                  | Eerste publicatie: 26 augustus 2022                    |
| 2023 | Das Beste Telamo 405380431895                                                 | 19 (3 weken)       | —                  | —                  | Eerste publicatie: 7 juli 2023                         |

Meer compilaties
| Jaar | Titel Muzieklabel catalogusnummer                                           | Opmerkingen                                             |
| ---- | --------------------------------------------------------------------------- | ------------------------------------------------------- |
| 1967 | Spotlight on Ronny Telefunken PLP 6105                                      | Eerste publicatie: 1967 alleen uitgebracht in Nederland |
| 1969 | Ronny Marcato/Telefunken 79217                                              | Eerste publicatie: 21 maart 1969                        |
| 1970 | Portrait in Musik Telefunken LC 0366                                        | Eerste publicatie: 1970                                 |
| 1977 | Seine größten Erfolge SR International 66 493 8                             | Eerste publicatie: 1977                                 |
| 1979 | Wolgalied – Die großen Erfolge Telefunken 6.28472                           | Eerste publicatie: 1979                                 |
| 1979 | Kleine Annabell Telefunken 28 364-8                                         | Eerste publicatie: 1979                                 |
| 1990 | Das große deutsche Schlager-Archiv Sono Cord 36 288-9                       | Eerste publicatie: 1990 met Phil & John                 |
| 1993 | Die Ronny-Hitparade Ariola Express 74321 13202 2                            | Eerste publicatie: 1993 Verkoop: + 250.000; DE:         |
| 1993 | Kleine Annabell Convoy 849 951-2                                            | Eerste publicatie: 24 augustus 1993                     |
| 1995 | Fernweh All Star Music                                                      | Eerste publicatie: 16 oktober 1995                      |
| 1996 | Hohe Tannen: Ronny singt die schönsten deutschen Volkslieder All Star Music | Eerste publicatie: 22 april 1996                        |
| 1997 | Sierra Madre del Sur Ariola Express 74321 47564 2                           | Eerste publicatie: 27 mei 1997                          |
| 2000 | Gold Ariola Express 74321 80384 2                                           | Eerste publicatie: december 2000                        |
| 2002 | Ronny Euro Trend 152.760                                                    | Eerste publicatie: 2002                                 |
| 2007 | Von den blauen Bergen kommen wir Bear Family BCD 16540                      | Eerste publicatie: 6 januari 2007 als Bob und Eddy      |
| 2013 | Adios My Darling Telamo 405380430284                                        | Eerste publicatie: 13 september 2013                    |
| 2013 | Kein schöner Land Telamo 405380430285                                       | Eerste publicatie: 13 september 2013                    |
| 2014 | Stefan Mross präsentiert: Legenden der Volksmusik Telamo 405380430304       | Eerste publicatie: 28 februari 2014                     |
| 2014 | Die schönsten Seemannslieder Grüezi 26186                                   | Eerste publicatie: 8 augustus 2014                      |
| 2014 | Wunschkonzert – Ein Stern geht auf Telamo 405380420136                      | Eerste publicatie: 19 september 2014                    |
| 2014 | Kein schöner Land – Die schönsten Volkslieder SJ SJCE0051                   | Eerste publicatie: 31 oktober 2014                      |
| 2014 | Raritäten SJ SJCE0052                                                       | Eerste publicatie: 31 oktober 2014                      |
| 2014 | Rolling Home SJ SJCE0048                                                    | Eerste publicatie: 14 november 2014                     |
| 2019 | Schlager-Raritäten – Peggy-Lu Music Tales 2087747                           | Eerste publicatie: 12 juli 2019 als Bob und Eddy        |

### EP's
| Jaar | Titel Muzieklabel catalogusnummer            | Opmerkingen                                                            |
| ---- | -------------------------------------------- | ---------------------------------------------------------------------- |
| 1959 | Fern in Java Polydor 20 464                  | Eerste publicatie: 1959 Split-ep als Bob und Eddy met de Stefano Twins |
| 1964 | Oh My Darling Caroline Telefunken 460 TV 650 | Eerste publicatie: 1964 alleen in Frankrijk uitgebracht                |

### Kerstalbums
| Jaar | Titel Muzieklabel catalogusnummer | Opmerkingen |
| ---- | --- | --- |
| 1968 | Weihnachten zu Hause / Weihnachten mit Ronny (versie uit 1990) / Am Weihnachtsbaum die Lichter brennen (versie uit 2003) Telefunken SLE 14 523 / Pilz 441560-2 / Ariola Express 82876 52801 2 | Eerste publicatie: 1968 Nieuwe editie: 27 september 2013 (met de aanvullende titel Wenn der Schnee fällt auf die Rosen) |

## Singles
| Jaar | Titel Muzieklabel catalogusnummer                                                   | Hitlijstklassering | Hitlijstklassering | Hitlijstklassering | Opmerkingen                                                                                       |
| Jaar | Titel Muzieklabel catalogusnummer                                                   | DE                 | AT                 | CH                 | Opmerkingen                                                                                       |
| ---- | ----------------------------------------------------------------------------------- | ------------------ | ------------------ | ------------------ | ------------------------------------------------------------------------------------------------- |
| 1954 | Ach hätt’ ich das Gefühl doch mal / Ach Walther, Walther, Walther Columbia DW 5325  | —                  | —                  | —                  | Eerste publicatie: 1954 als Das Valerie Trio                                                      |
| 1959 | Gina / Mulio-Mulita Polydor 23 916                                                  | —                  | —                  | —                  | Eerste publicatie: 1959 als Bob und Eddy                                                          |
| 1959 | Louisiana / Kenny Jones Polydor 24 054                                              | —                  | —                  | —                  | Eerste publicatie: 1959 als Bob und Eddy                                                          |
| 1960 | Peggy-Lu / Der schwarze Bill (Das Lied von der roten Jenny) Polydor 24 366          | —                  | —                  | —                  | Eerste publicatie: 1960 als Bob und Eddy                                                          |
| 1960 | San Antonio Rose / Von den blauen Bergen kommen wir Polydor 24 280                  | —                  | —                  | —                  | Eerste publicatie: 1960 als Bob und Eddy Origineel (B-kant): She’ll Be Coming ’Round the Mountain |
| 1961 | Ich bin nur ein Zigeuner / Janosch spiel … Adano 90017                              | —                  | —                  | —                  | Eerste publicatie: 1961 als Wolfgang Roloff                                                       |
| 1961 | Jim, Jonny und Jonas / Buh–Huh Polydor 24 495                                       | —                  | —                  | —                  | Eerste publicatie: 1961 als Bob und Eddy                                                          |
| 1961 | Blue Carousel / Nikolaschka Polydor 24 693                                          | —                  | —                  | —                  | Eerste publicatie: 1961 als Geck & Gag                                                            |
| 1962 | Mr. Brown aus Dixie Town / Ebony Polydor 24 698                                     | —                  | —                  | —                  | Eerste publicatie: 1962 als Bob und Eddy                                                          |
| 1962 | Heidelberg–Walz / Das Abschiedslied Polydor 24 826                                  | —                  | —                  | —                  | Eerste publicatie: 1962 als Das Orchester Melodia                                                 |
| 1962 | Frühling war es am Blue River / Montana Mandolino AK 506                            | —                  | —                  | —                  | Eerste publicatie: 1962 als Rocky und die Montana Boys                                            |
| 1963 | Mexico–Rose / Alter Cowboy Philipps 345 573 PF                                      | —                  | —                  | —                  | Eerste publicatie: 1963 als Die Colorados                                                         |
| 1963 | Diamonds / Happy Cowboy Philipps 345 573 PF                                         | 34 (1 maand)       | —                  | —                  | Eerste publicatie: 8 februari 1963 als The Blizzards                                              |
| 1963 | Telstar / Madeleine Polydor 24 939                                                  | —                  | —                  | —                  | Eerste publicatie: 1963 als The Telstars                                                          |
| 1963 | Des Klempners Töchterlein / Das kommt vom vielen … Elite Special 269 305 TF         | —                  | —                  | —                  | Eerste publicatie: 1963 als Otto Bänkel                                                           |
| 1963 | Lindenbaum / Tief drin im Böhmerwald Mandolino Record AK513                         | —                  | —                  | —                  | Eerste publicatie: 1963 als Die Palinos                                                           |
| 1963 | Hiawatha / Pony-Express Philipps 345 634 PF 90                                      | —                  | —                  | —                  | Eerste publicatie: 24 september 1963 als The Blizzards                                            |
| 1963 | Oh My Darling Caroline / Lu La Lu Telefunken U 55 54                                | 1 (6 maanden)      | —                  | —                  | Eerste publicatie: december 1963 Verkoop: + 500.000                                               |
| 1964 | Mountain-Music’s Going Round / Wind In My Hair Telefunken U 55 552                  | —                  | —                  | —                  | Eerste publicatie: februari 1964                                                                  |
| 1964 | Kein Gold im Blue River / Valeri, Valera Telefunken U 55 550                        | 5 (3 maanden)      | —                  | —                  | Eerste publicatie: mei 1964                                                                       |
| 1964 | Kleine Annabell / Kenn ein Land Telefunken U 55 551                                 | 1 (5 maanden)      | 3 (3 maanden)      | —                  | Eerste publicatie: oktober 1964 Verkoop: + 500.000                                                |
| 1965 | Darling, Goodnight / Und der Regen, der rinnt Telefunken U 55 553                   | 8 (4 maanden)      | —                  | —                  | Eerste publicatie: april 1965                                                                     |
| 1965 | Anja, Anja / Sweet Marylie Telefunken 20 022 (1965) / Telefunken U 55 554 (1966)    | 4 (3½ maand)       | —                  | —                  | Eerste publicatie: oktober 1965                                                                   |
| 1966 | Eine kleine Träne / Sweetheart, es war schön Telefunken U 55 555                    | 12 (4½ maand)      | 5 (3 maanden)      | —                  | Eerste publicatie: maart 1966                                                                     |
| 1966 | Wenn du einsam bist / Dunja, du Telefunken U 55 556                                 | 5 (5 maanden)      | —                  | —                  | Eerste publicatie: september 1966                                                                 |
| 1966 | Dreaming Island / Gringo Ariola 19 108                                              | —                  | —                  | —                  | Eerste publicatie: 1966 als Truman Baker and His Orchestra                                        |
| 1967 | Lass die Sonne wieder scheinen / Einmal noch Telefunken U 55 557                    | 5 (6½ maand)       | —                  | —                  | Eerste publicatie: februari 1967 Verkoop: + 500.000                                               |
| 1967 | Adios My Darling / Rosen so rot Telefunken U 55 558                                 | 5 (4 maanden)      | —                  | —                  | Eerste publicatie: juli 1967                                                                      |
| 1967 | Lass die Sonne wieder scheinen / Kleine Annabell Telefunken 55 569                  | —                  | —                  | —                  | Eerste publicatie: 1967 als Maxim Boris and His Orchestra                                         |
| 1968 | Doch dann kamst du / Ich denk’ an dich Telefunken U 55 559                          | 15 (3 maanden)     | 17 (1 maand)       | —                  | Eerste publicatie: januari 1968                                                                   |
| 1968 | Hohe Tannen / Steh ich in finstrer Mitternacht Telefunken U 55 560                  | 21 (2½ maand)      | —                  | —                  | Eerste publicatie: mei 1968                                                                       |
| 1968 | Sie war so wunderbar / Musst nicht weinen um mich Telefunken U 55 563               | 34 (½ maand)       | —                  | —                  | Eerste publicatie: augustus 1968                                                                  |
| 1968 | Laura, oh Laura / Jesse James Telefunken U 55 561                                   | 24 (1½ maand)      | —                  | —                  | Eerste publicatie: december 1968                                                                  |
| 1969 | Er war nur ein armer Zigeuner / Wenn der Tag zu Ende geht Telefunken U 55 562       | 5 (2½ maand)       | —                  | —                  | Eerste publicatie: maart 1969                                                                     |
| 1969 | Nun leb’ wohl (es wär’ so schön gewesen) / Oh, Shenandoah Telefunken U 55 564       | —                  | —                  | —                  | Eerste publicatie: december 1969                                                                  |
| 1970 | Sierra Madre del Sur / Oh Muchachos Telefunken U 55565                              | —                  | —                  | —                  | Eerste publicatie: augustus 1970                                                                  |
| 1971 | Little Sweetheart Belinda / Sonnenschein auf allen Wegen Telefunken U 55 566        | 44 (2 weken)       | —                  | —                  | Eerste publicatie: april 1971                                                                     |
| 1971 | Good Morning My Sweet Adalita / Es geht alles vorbei Telefunken U 55 567            | 33 (4 weken)       | —                  | —                  | Eerste publicatie: oktober 1971                                                                   |
| 1972 | Die Sonne geht unter, die Sonne geht auf / Komm bald wieder Telefunken U 55 568     | —                  | —                  | —                  | Eerste publicatie: 1972                                                                           |
| 1972 | Cheerio / Es ist nicht alles Gold, was glänzt Telefunken U 55 569                   | —                  | —                  | —                  | Eerste publicatie: 1972                                                                           |
| 1973 | Wolgalied / Wenn der Tag zu Ende geht Telefunken U 55 570                           | —                  | —                  | —                  | Eerste publicatie: 1973                                                                           |
| 1974 | Einmal vergeht der schönste Sommer / Adios My Love BASF 06 12078-8                  | —                  | —                  | —                  | Eerste publicatie: 1974 Origineel (A-kant): Steve Goodman – City of New Orleans                   |
| 1974 | I’m Gonna Knock On Your Door (Mono/Stereo) Bryan B-1004                             | —                  | —                  | —                  | Eerste publicatie: juni 1974 Alleen uitgebracht in de Verenigde Staten                            |
| 1975 | Wenn der Schnee liegt auf den Rosen / Jahre kommen und gehen vorbei BASF 06 12403-1 | —                  | —                  | —                  | Eerste publicatie: 1975                                                                           |
| 1975 | Mary, oh Mary / Nur noch einmal nach Hause BASF 06 12699-9                          | —                  | —                  | —                  | Eerste publicatie: 1975                                                                           |
| 1976 | Serenata / Song of the Shenandoah Ariola 17 113                                     | —                  | —                  | —                  | Eerste publicatie: 1976 als Roger Ford and His Orchestra                                          |
| 1976 | Coconut Queen / Pah–Pah–Ti–Pah Ariola 17 875                                        | —                  | —                  | —                  | Eerste publicatie: 1976 als Sunland                                                               |
| 1977 | Gedeogambo / African Slave Ariola 11 741                                            | —                  | —                  | —                  | Eerste publicatie: 1977 als Truman Bley’s African-Rhythm-Machine                                  |
| 1984 | Wenn der Tag zu Ende geht / Hohe Tannen All Star LC 8937                            | —                  | —                  | —                  | Eerste publicatie: 1984                                                                           |
| 1988 | Edelweiß / Mit dem Wind muß ich weiterzieh’n Bellaphon 100-05-106                   | —                  | —                  | —                  | Eerste publicatie: 1988                                                                           |

## Videoalbums
| Jaar | Titel Muzieklabel catalogusnummer | Hitlijstklassering | Hitlijstklassering | Hitlijstklassering | Opmerkingen                                       |
| Jaar | Titel Muzieklabel catalogusnummer | DE                 | AT                 | CH                 | Opmerkingen                                       |
| ---- | --------------------------------- | ------------------ | ------------------ | ------------------ | ------------------------------------------------- |
| 2016 | Das Beste Telamo 405380440081     | *                  | 1 (4 weken)        | 4 (1 week)         | Eerste publicatie: 25 maart 2016 * zie compilatie |
| 2018 | Platin Telamo 405380440147        | *                  | —                  | —                  | Eerste publicatie: 27 juli 2018 * zie compilatie  |

## Auteursdeelname en producties
Ronny schreef de meeste van zijn nummers zelf, evenals de nummers waarbij hij betrokken was als bandlid of gastzanger. De volgende tabel bevat alle hitsuccessen in Duitsland, Oostenrijk en Zwitserland die Ronny vierde in zijn hoedanigheid als auteur (A) en muziekproducent (P). Het geeft informatie over het werk, de artiest en details over de publicaties en verkoopcijfers.
| Jaar | Titel Vertolker                                                      | Hitlijstklassering | Hitlijstklassering | Hitlijstklassering | Opmerkingen                                                                                     |
| Jaar | Titel Vertolker                                                      | DE                 | AT                 | CH                 | Opmerkingen                                                                                     |
| ---- | -------------------------------------------------------------------- | ------------------ | ------------------ | ------------------ | ----------------------------------------------------------------------------------------------- |
| 1963 | Happy Cowboy A The Blizzards / Billy Vaughn & Orchestra              | 34 (1 maand)       | —                  | —                  | Eerste publicatie: 8 februari 1963                                                              |
| 1963 | Oh My Darling Caroline A, P Ronny                                    | 1 (6 maanden)      | —                  | —                  | Eerste publicatie: december 1963 Verkoop: + 500.000                                             |
| 1964 | Kein Gold im Blue River A, P Ronny                                   | 5 (3 maanden)      | —                  | —                  | Eerste publicatie: mei 1964                                                                     |
| 1964 | Kleine Annabell A, P Ronny                                           | 1 (5 maanden)      | 3 (3 maanden)      | —                  | Eerste publicatie: oktober 1964 Verkoop: + 500.000                                              |
| 1965 | Anja, Anja A, P Ronny                                                | 4 (3½ maand)       | —                  | —                  | Eerste publicatie: oktober 1965                                                                 |
| 1966 | Eine kleine Träne A, P Ronny                                         | 12 (4½ maand)      | 5 (3 maanden)      | —                  | Eerste publicatie: maart 1966                                                                   |
| 1966 | Dunja, du A, P Ronny                                                 | 5 (5 maanden)      | —                  | —                  | Eerste publicatie: september 1966                                                               |
| 1967 | Zehn Kosaken, kein Gewehr (wer weiss was Morgen ist) A, P Sigi Hoppe | 36 (½ maand)       | —                  | —                  | Eerste publicatie: januari 1967                                                                 |
| 1967 | Lass die Sonne wieder scheinen A, P Ronny                            | 5 (6½ maand)       | —                  | —                  | Eerste publicatie: februari 1967 Verkoop: + 500.000                                             |
| 1967 | Adios My Darling A, P Ronny                                          | 5 (4 maanden)      | —                  | —                  | Eerste publicatie: juli 1967                                                                    |
| 1967 | Zwei kleine Sterne A Heintje                                         | 2 (12½ maand)      | 15 (1 maand)       | —                  | Eerste publicatie: november 1967                                                                |
| 1968 | Doch dann kamst du A, P Ronny                                        | 15 (3 maanden)     | 17 (1 maand)       | —                  | Eerste publicatie: januari 1968                                                                 |
| 1968 | Du sollst nicht weinen A Heintje                                     | 1 (9 maanden)      | 10 (4 maanden)     | 3 (11 weken)       | Eerste publicatie: april 1968 Verkoop: + 1.090.000 Origineel: Arturo B. Adamini – La Golondrina |
| 1968 | Ich bau’ Dir ein Schloß A Heintje                                    | 1 (9 maanden)      | 10 (4 maanden)     | 3 (11 weken)       | Eerste publicatie: april 1968                                                                   |
| 1968 | Hohe Tannen A, P Ronny                                               | 21 (2½ maand)      | —                  | —                  | Eerste publicatie: mei 1968                                                                     |
| 1968 | Sie war so wunderbar A Ronny                                         | 34 (½ maand)       | —                  | —                  | Eerste publicatie: augustus 1968                                                                |
| 1968 | Heidschi Bumbeidschi A Heintje                                       | 1 (6½ maand)       | 5 (3 maanden)      | 5 (12 weken)       | Eerste publicatie: september 1968 Verkoop: + 1.000.000                                          |
| 1968 | Eine kleine Abschiedsträne A Heintje                                 | 1 (6½ maand)       | 13 (1 maand)       | 5 (12 weken)       | Eerste publicatie: september 1968                                                               |
| 1968 | Laura, oh Laura A, P Ronny                                           | 24 (1½ maand)      | —                  | —                  | Eerste publicatie: december 1968                                                                |
| 1969 | Ich sing’ ein Lied für dich A Heintje                                | 1 (3½ maand)       | 9 (3 maanden)      | 4 (7 weken)        | Eerste publicatie: maart 1969                                                                   |
| 1969 | Er war nur ein armer Zigeuner A, P Ronny                             | 5 (2½ maand)       | —                  | —                  | Eerste publicatie: maart 1969                                                                   |
| 1969 | Scheiden tut so weh A Heintje                                        | 4 (4½ maand)       | 17 (3 maanden)     | 8 (3 weken)        | Eerste publicatie: september 1969                                                               |
| 1970 | Deine Tränen sind auch meine A Heintje                               | 14 (2 maanden)     | 12 (2 maanden)     | —                  | Eerste publicatie: maart 1970                                                                   |
| 1970 | Es kann nicht immer nur die Sonne scheinen A Heintje                 | 12 (4½ maand)      | —                  | —                  | Eerste publicatie: september 1970                                                               |
| 1971 | Schneeglöckchen im Februar, Goldregen im Mai A Heintje               | 4 (20 weken)       | —                  | —                  | Eerste publicatie: februari 1971                                                                |
| 1971 | Little Sweetheart Belinda A, P Ronny                                 | 44 (2 weken)       | —                  | —                  | Eerste publicatie: april 1971                                                                   |
| 1971 | Schön sind die Märchen vergangener Zeiten A Heintje                  | 23 (11 weken)      | —                  | —                  | Eerste publicatie: juni 1971                                                                    |
| 1971 | Good Morning My Sweet Adalita A, P Ronny                             | 33 (4 weken)       | —                  | —                  | Eerste publicatie: oktober 1971                                                                 |
| 1971 | Alle schönen Dinge dieser Welt A Heintje                             | 25 (4 weken)       | —                  | —                  | Eerste publicatie: november 1971                                                                |
| 1973 | Ich denk’ an dich A Heintje                                          | 18 (6 weken)       | —                  | —                  | Eerste publicatie: oktober 1973                                                                 |
| 1982 | Ich bau’ dir ein Schloß A Neue Heimat                                | 33 (14 weken)      | —                  | —                  | Eerste publicatie: april 1982                                                                   |

## Bijzondere publicaties
| Jaar | Titel Album                         | Opmerkingen                                        |
| ---- | ----------------------------------- | -------------------------------------------------- |
| 2005 | Sierra Madre del Sur Ich sag’ Danke | Eerste publicatie: 2005 Heintje Simons feat. Ronny |

## Promopublicaties
| Jaar | Titel Muziekklabel catalogusnummer                                    | Opmerkingen                              |
| ---- | --------------------------------------------------------------------- | ---------------------------------------- |
| 1962 | Bye, Bye, Mary-Ann / Es geht nicht immer wie man denkt Polydor 24 941 | Eerste publicatie: 1962 als Bob und Eddy |

## Boxsets
| Jaar | Titel Muzieklabel catalogusnummer                     | Opmerkingen                         |
| ---- | ----------------------------------------------------- | ----------------------------------- |
| 1997 | Seine größten Erfolge Ariola Express 74321 50046 2    | Eerste publicatie: 8 september 1997 |
| 2004 | Ein Leben für die Musik, Folge 1 Ariola 74321 84075 2 | Eerste publicatie: 2004             |
| 2004 | Ein Leben für die Musik, Folge 2 Ariola 74321 88089 2 | Eerste publicatie: 2004             |
| 2016 | Das Beste – Das große Lebenswerk Telamo 405280420255  | Eerste publicatie: 2016             |
| 2018 | Kult Album Klassiker Telamo 405380420539              | Eerste publicatie: 23 augustus 2018 |
| 2019 | Stimmen der Meere Telamo 4053804207584                | Eerste publicatie: 26 april 2019    |

## Statistiek

### Evaluatie
De volgende lijst bevat een overzicht van Ronny's hitsuccessen in de album-, single- en muziek-dvd-hitlijsten. In Duitsland worden videoalbums ook opgenomen in de albumhitlijsten. In Oostenrijk en Zwitserland zijn er aparte hitlijsten voor videoalbums.
|                         | DE | AT | CH |
| ----------------------- | -- | -- | -- |
| Nummer 1-albums         | —  | —  | —  |
| Top 10-albums           | 5  | 3  | —  |
| Albums in de hitlijsten | 17 | 6  | 2  |

|                          | DE | AT | CH |
| ------------------------ | -- | -- | -- |
| Nummer 1-singles         | 2  | —  | —  |
| Top 10-singles           | 9  | 2  | —  |
| Singles in de hitlijsten | 17 | 3  | —  |

|                              | DE | AT | CH |
| ---------------------------- | -- | -- | -- |
| Nummer 1-videoalbums         | —  | 1  | —  |
| Top 10-videoalbums           | —  | 1  | 1  |
| Videoalbums in de hitlijsten | —  | 1  | 1  |

|                          | DE | AT | CH |
| ------------------------ | -- | -- | -- |
| Nummer 1-singles         | 5  | —  | —  |
| Top 10-singles           | 14 | 6  | 4  |
| Singles in de hitlijsten | 29 | 11 | 4  |

|                          | DE | AT | CH |
| ------------------------ | -- | -- | -- |
| Nummer 1-singles         | 2  | —  | —  |
| Top 10-singles           | 9  | 2  | —  |
| Singles in de hitlijsten | 15 | 3  | —  |

### Onderscheidingen voor muziekverkoop
|                    | Goud | Platina | Verkoop   | Bronnen                                   |
| ------------------ | ---- | ------- | --------- | ----------------------------------------- |
| Duitsland (BVMI)   | 7    | —       | 4.100.000 | musikindustrie.de Individuele referenties |
| Zwitserland (IFPI) | —    | —       | 90.000    | Individuele referenties                   |
| Totaal             | 7    | —       |           |                                           |